# رز بودن
رز بودن (به انگلیسی: Being Rose) یک فیلم درام آمریکایی محصول سال ۲۰۱۷ به کارگردانی راد مک‌کال است. این فیلم در سراسر کشور به صورت ویدئو به‌درخواست در ۴ ژانویه ۲۰۱۹ منتشر شد. فیلم در ۷ نوامبر ۲۰۱۷ در جشنواره فیلم لون استار در فورت ورث برای اولین نمایش جهانی به عنوان فیلم اصلی شب افتتاحیه انتخاب شد.

## داستان
پس از تشخیص مشکلات جدی سلامتی، پلیس سابق رز جونز (سیبل شفرد)، با ویلچر به یک سفر جاده‌ای می‌رود تا به دنبال پسر غریبه‌اش ویل (اریک فلوس) بگردد. این سفر با اقامت در اسپاهای بهداشتی همراه است. در طول راه، او عاشق مکس (جیمز برولین)، یک گاوچران پیر خوش تیپ می‌شود که به دوراهی خودش رسیده است. با این حال او به خانه برمی‌گردد تا آخرین هفته‌های زندگی خود را با دوستان زن خود بگذراند. مکس برای دیدن او می‌آید و سعی می‌کند او را به مزرعه خود ببرد اما او از رفتن امتناع می‌کند.